# Хотинецький район
Хотинецький район (рос. Хотынецкий район) — адміністративна одиниця на північному заході Орловської області Росії. 
Адміністративний центр — селище міського типу Хотинець.

## Географія
Хотинецький район розташований у центральній частині Середньоросійської височини, в лісостепової зоні, у західній зоні Орловської області. 
Район займає територію 805,6 км², або 3,26 % території Орловської області.
Територією району протікають річки Витебеть, Лубна, Орлик, Цон, Нугр.
Районний центр — селище міського типу Хотинець з населення 3 755 осіб.

### Клімат
Район знаходиться в зоні помірно-континентального клімату. Зими тут теплі снігові, літо тепле. Середня температура 4,6 °С.

## Населення
Чисельність населення, станом на 2018 рік — 9 376 осіб.
| 1959   | 1970     | 1979     | 1989     | 2002     | 2009     | 2010     | 2012   | 2013    | 2014    | 2015    | 2016    | 2017   | 2018   |
| 25 288 | ↗ 32 818 | ↘ 22 852 | ↘ 13 032 | ↘ 12 098 | ↘ 11 851 | ↘ 10 183 | ↘9 922 | ↘ 9 751 | ↘ 9 523 | ↘ 9 352 | ↗ 9 353 | ↗ 9421 | ↘ 9376 |

## Муніципально-територіальний устрій
У районі 92 населених пунктів в складі міського поселення «Селище Хотинець» та 8 сільських поселень.